# Comuna Așchileu, Cluj
Așchileu (în maghiară Esküllő, în traducere "Locul jurământului", în germană Grossschwalbendorf) este o comună în județul Cluj, Transilvania, România, formată din satele Așchileu Mare (reședința), Așchileu Mic, Cristorel, Dorna și Fodora.

## Date geografice
Comuna Așchileu, situată la aproximativ 35 km de municipiul Cluj-Napoca, se întinde pe o suprafață de 65,12 km2, populația fiind de aproape 1.900 de locuitori. Comuna este compusă din satul Așchileu Mare, reședință de comună, și satele Așchileu Mic, Cristorel, Dorna și Fodora, dispuse pe valea pârâului Borșa și a afluenților acestuia.

## Demografie
Componența etnică a comunei Așchileu
     Români (76,16%)
     Maghiari (5,8%)
     Alte etnii (0,5%)
     Necunoscută (17,54%)
Componența confesională a comunei Așchileu
     Ortodocși (74,8%)
     Reformați (5,73%)
     Penticostali (1,22%)
     Alte religii (0,57%)
     Necunoscută (17,68%)
Conform recensământului efectuat în 2021, populația comunei Așchileu se ridică la 1.397 de locuitori, în scădere față de recensământul anterior din 2011, când fuseseră înregistrați 1.601 locuitori. Majoritatea locuitorilor sunt români (76,16%), cu o minoritate de maghiari (5,8%), iar pentru 17,54% nu se cunoaște apartenența etnică. Din punct de vedere confesional, majoritatea locuitorilor sunt ortodocși (74,8%), cu minorități de reformați (5,73%) și penticostali (1,22%), iar pentru 17,68% nu se cunoaște apartenența confesională.

## Politică și administrație
Comuna Așchileu este administrată de un primar și un consiliu local compus din 9 consilieri. Primarul, Ana Cighir[*], de la Partidul Național Liberal, este în funcție din 2016. Începând cu alegerile locale din 2024, consiliul local are următoarea componență pe partide politice:
|  | Partid                    | Consilieri | Componența Consiliului | Componența Consiliului | Componența Consiliului | Componența Consiliului | Componența Consiliului |
|  | ------------------------- | ---------- | ---------------------- | ---------------------- | ---------------------- | ---------------------- | ---------------------- |
|  | Partidul Național Liberal | 5          |                        |                        |                        |                        |                        |
|  | Partidul Social Democrat  | 4          |                        |                        |                        |                        |                        |

### Evoluție istorică
Structura etno-demografică a comunei Așchileu a evoluat de-a lungul timpului astfel:
Așchileu - evoluția demografică

|  | Graficele sunt indisponibile din cauza unor probleme tehnice. Mai multe informații se găsesc la Phabricator și la wiki-ul MediaWiki. |

Date: Recensăminte sau birourile de statistică - grafică realizată de Wikipedia

## Istoric
Se poate presupune că așezarea era locuită în perioada Daciei pre-romane.
Localitatea a fost menționată pentru prima dată în Gesta Hungarorum a cronicarului Anonymus ca fiind locul unde s-a încheiat pacea între armatele migratoare conduse de Tuhutum și românii voievodului Gelu (Gelou, quidam Blacus în textul latin din cronică), după moartea celui din urmă Se atestă astfel continuitatea românilor în aceste teritorii:
„Atunci locuitorii țării, văzând moartea stăpânului lor, din propria lor voință, dându-și dreapta, l-au ales domn al lor pe Tuhutum, tatăl lui Horca. Și în acel loc numit Esculeu și-au întărit credința prin jurământ. Iar din acea zi locul acela este numit Esculeu pentru că acolo au jurat. Iar Tuhutum din acea zi a stăpânit acea țară cu pace și cu fericire”—Anonymus XXVII
Ducatul condus de urmașii lui Tuhutum a rezistat până în vremea regelui Ștefan I. Cronica mai consemnează că o nepoată a lui Tuhutum a fost mama regelui Stefan I. De asemenea se mai arată că toți urmașii lui Tuhutum până la regele Ștefan au fost păgâni și că s-au sedentarizat. Localitatea Așchileu era la mijlocul unor formațiuni teritoriale românești care au fost sub conducerea ducelui Gelu
Următoarele atestări documentare aparțin satului Fodora, menționat din 1214 sub numele de Villa Fodor. Celelalte localități sunt menționate pe la începutul secolului al XIV-lea.

## Descoperiri arheologice
Se menționează că înainte de 1877, aici au fost descoperite un lanț de aur din 6 verigi cu muchii, o tăbliță de aur și alte obiecte, toate din epoca Daciei pre-romane.

## Lăcașuri de cult
- Biserica ortodoxă din Așchileu Mic.
- Biserica de lemn cu hramul „Sfinții Îngeri” din Așchileu Mare, construită în 1828 de Dima din Bistrița și pictată în 1839 de Perșa din Elciu.
- Biserica de lemn cu hramul „Sfinții Îngeri” din Așchileu Mic (1801), cu decor sculptat în 1806 și picturi interioare din 1843, executate de Simeon Mărtișianu.

## Galerie de imagini

Comuna Așchileu și satele componente
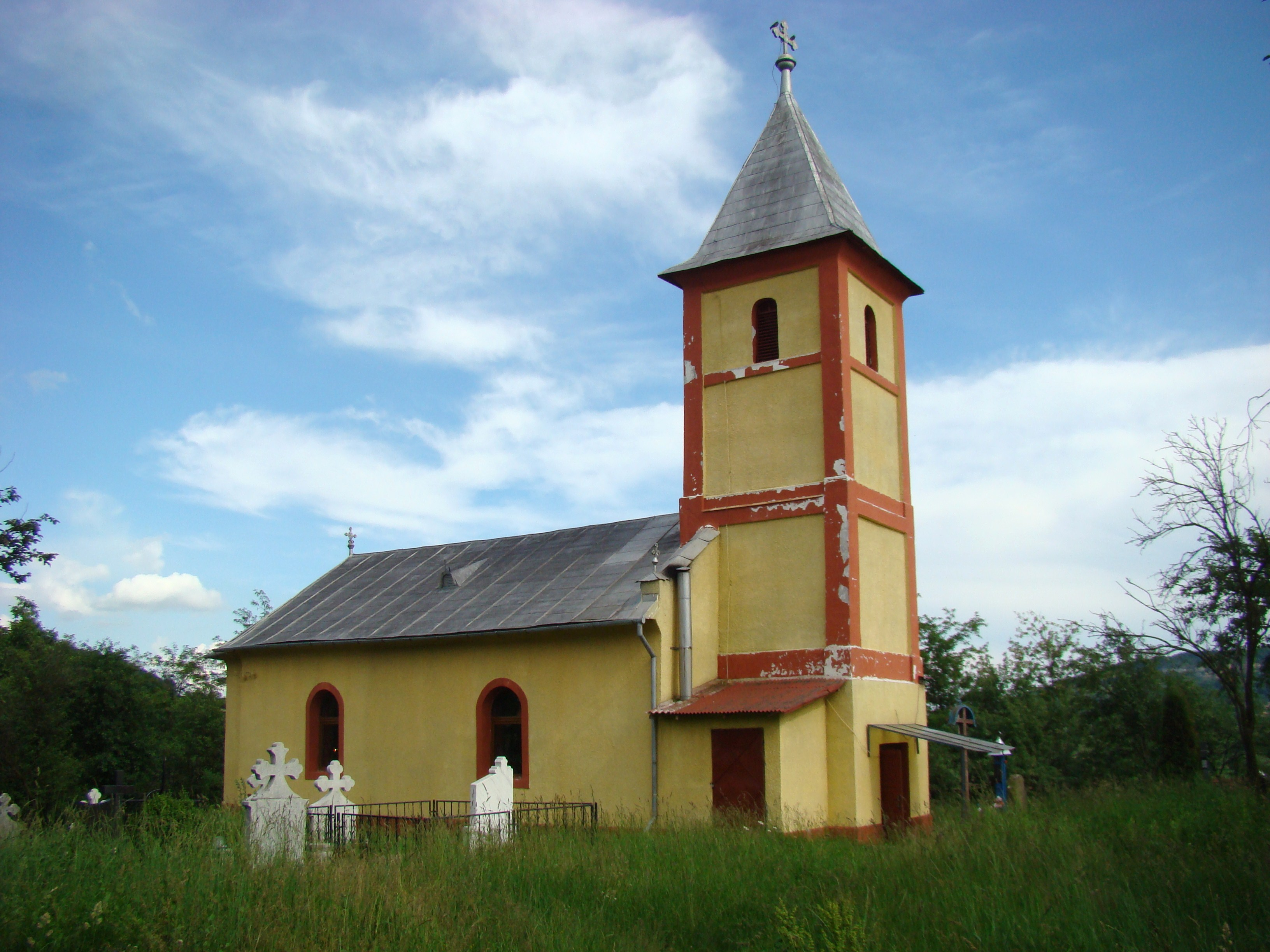
Biserica ortodoxă din satul Fodora cu hramul „Sfinții Arhangheli Mihail și Gavriil” (1858)
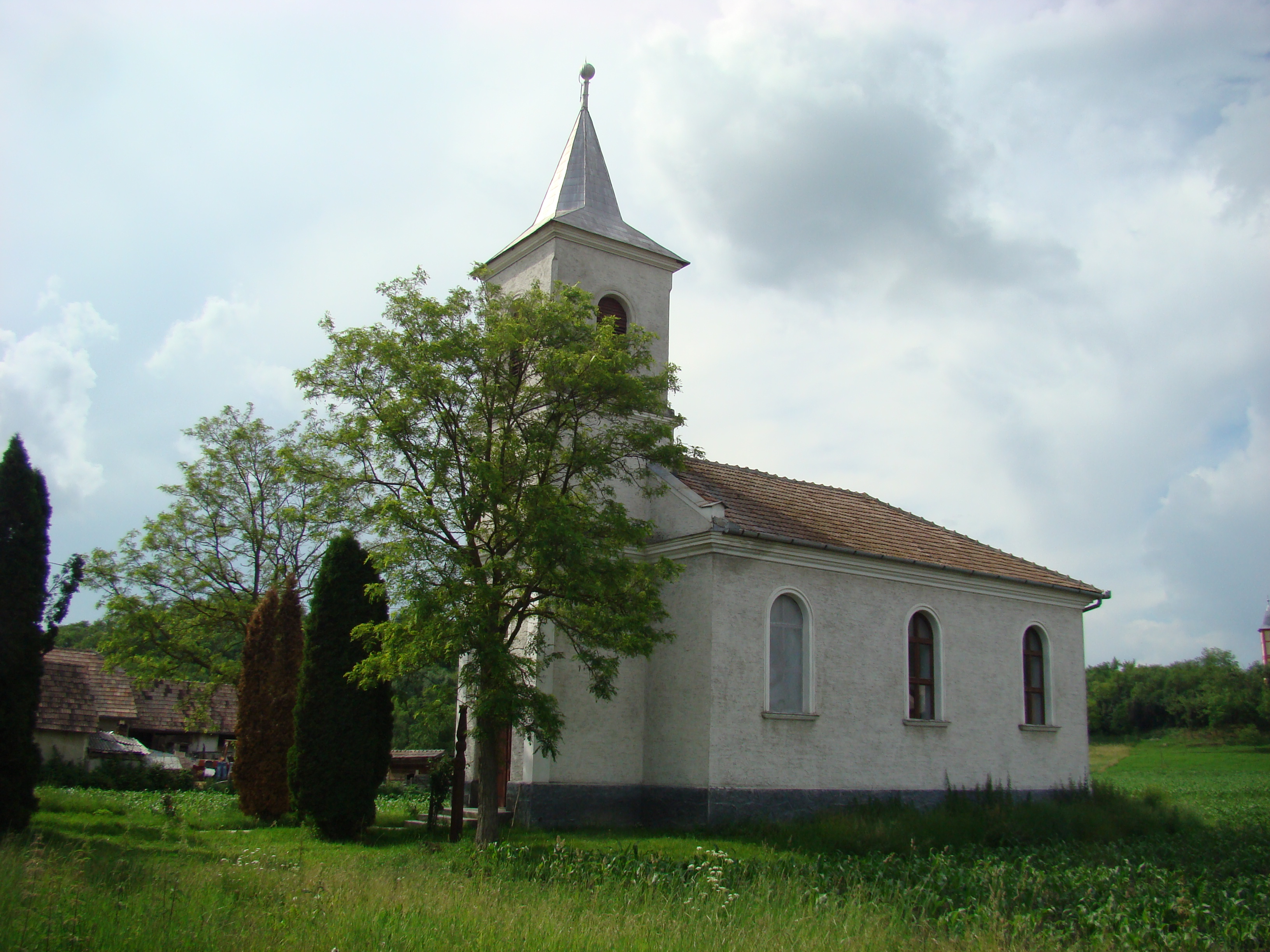
Biserica reformată din satul Fodora (1906)
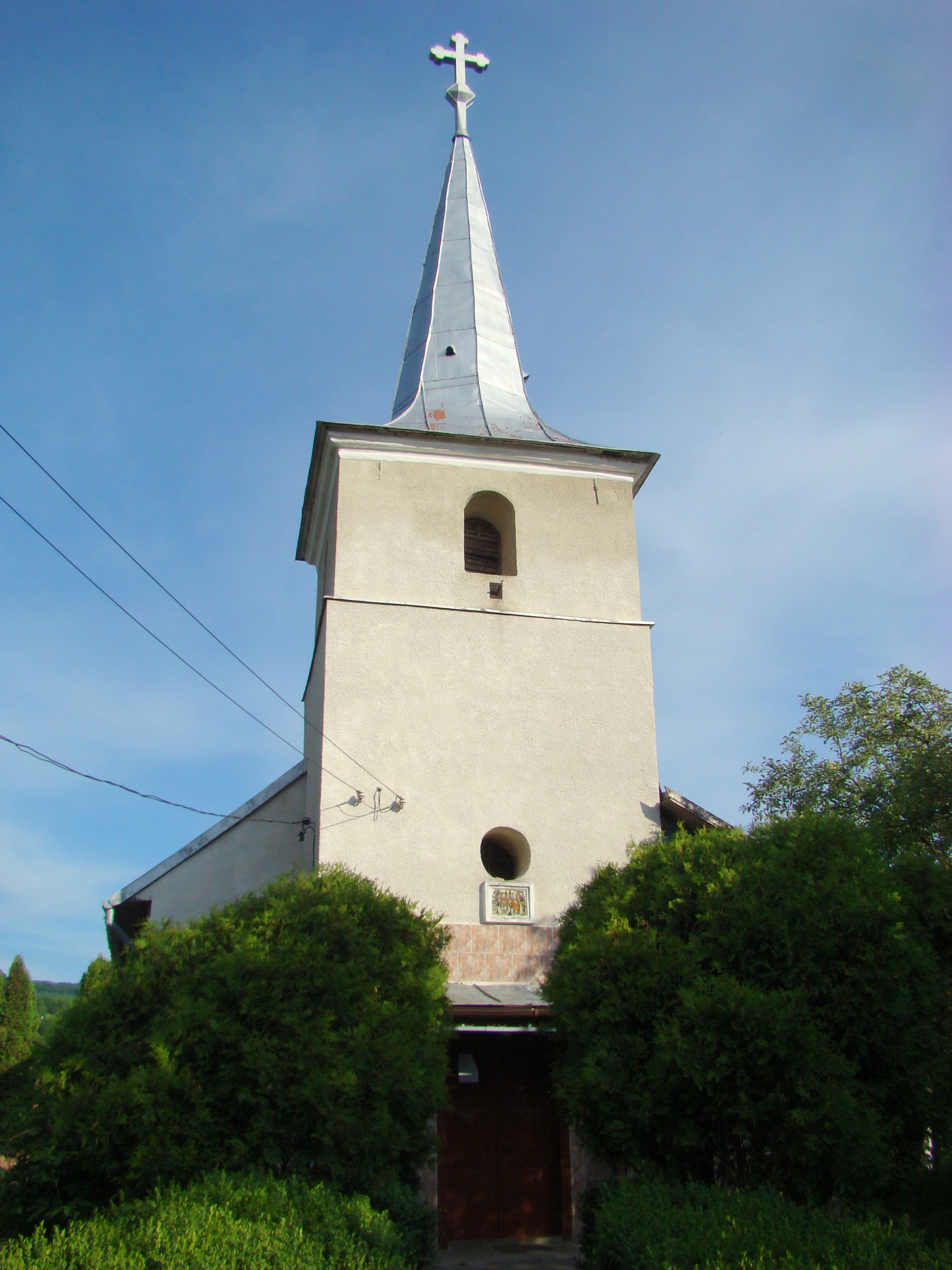
Biserica ortodoxă din satul Cristorel cu hramul „Sfinții Arhangheli Mihail și Gavriil” (1894)
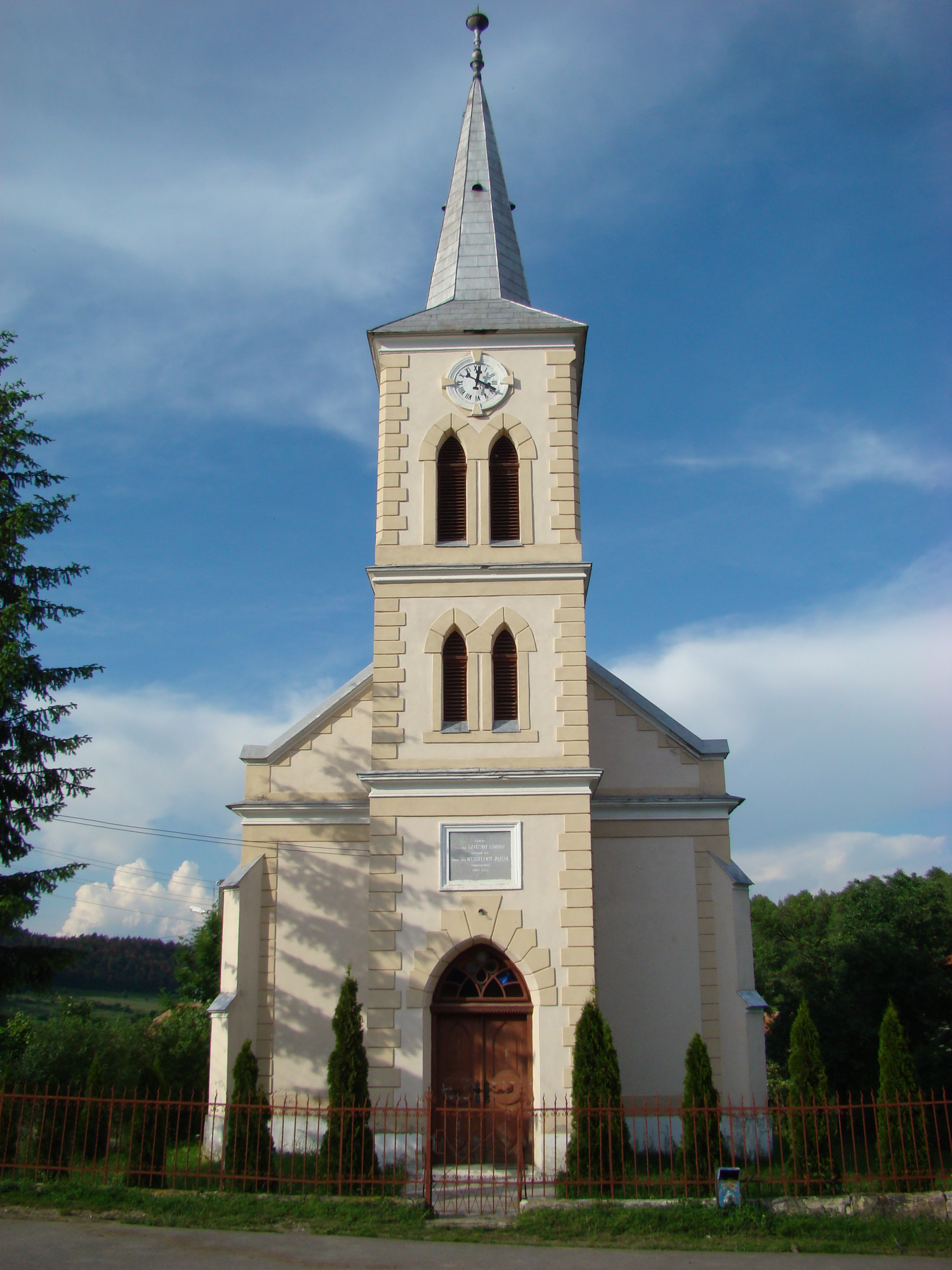
Biserica reformată din satul Cristorel (1902)
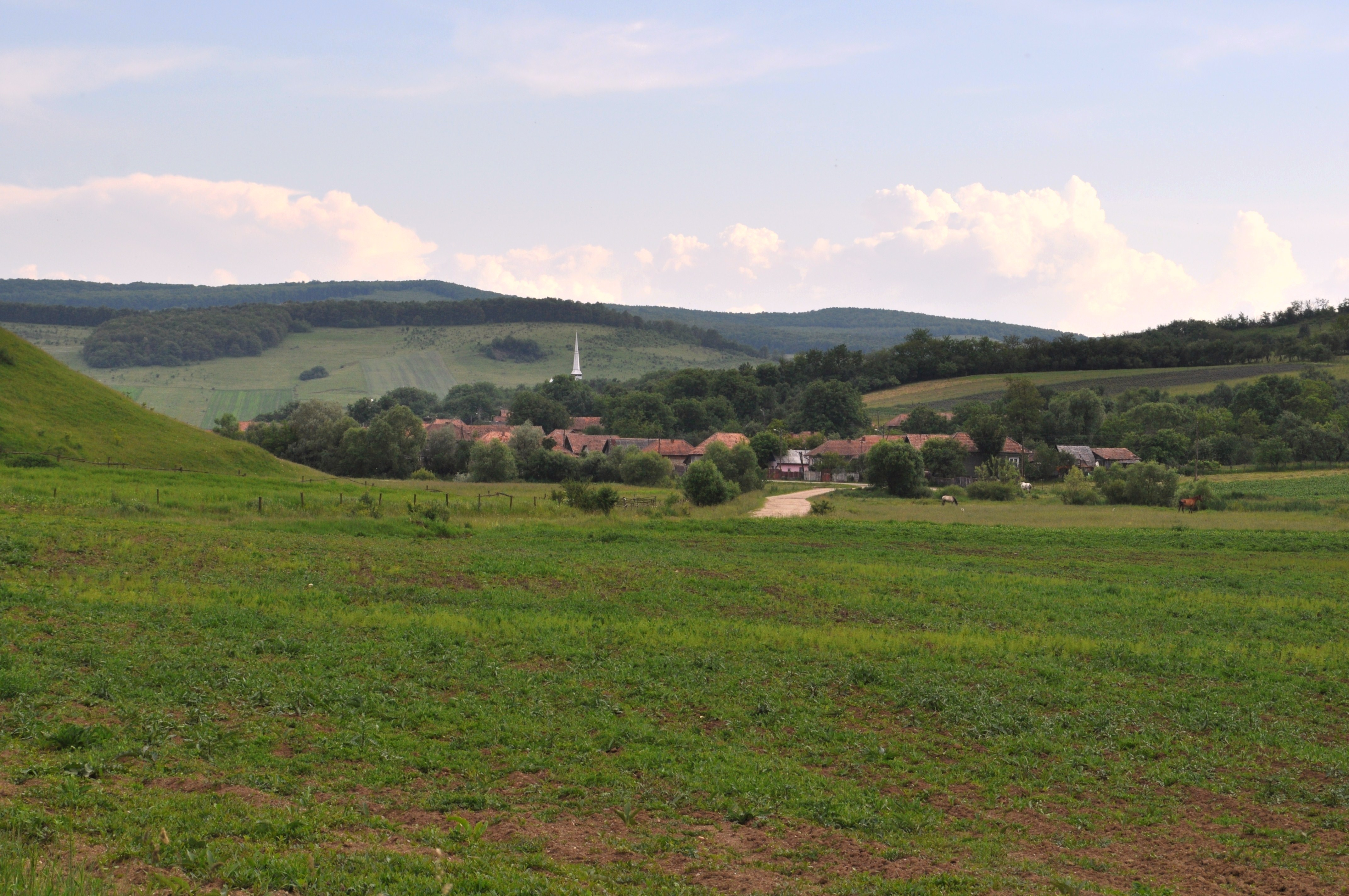
Așchileu Mare
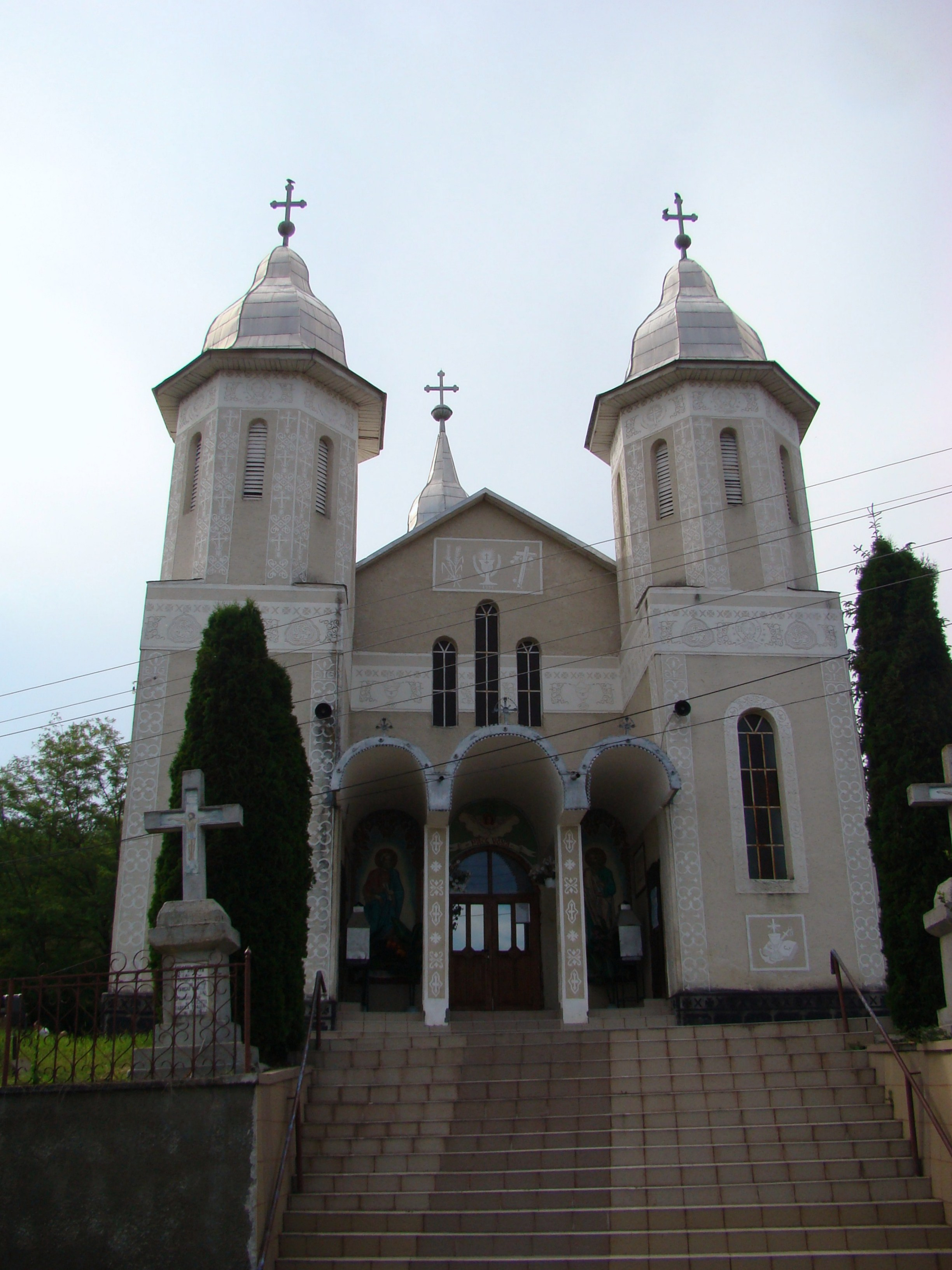
Biserica ortodoxă de zid din Așchileu Mare